# Freyssenet
Freyssenet é uma comuna francesa na região administrativa de Auvérnia-Ródano-Alpes, no departamento de Ardèche. Estende-se por uma área de 9,54 km². Em 2010 a comuna tinha 48 habitantes (densidade: 5 hab./km²).